# Sinoctenus zhui
Genre
Espèce
Sinoctenus zhui, unique représentant du genre Sinoctenus, est une espèce d'araignées aranéomorphes de la famille des Ctenidae.

## Distribution
Cette espèce est endémique de Hainan en Chine.

## Description
Les mâles mesurent de 8,96 à 9,3 mm.
La carapace de la femelle décrite par Lu, Chu, Yao et Li en 2022 mesure 6,2 mm de long sur 4,8 mm et l'abdomen 6,4 mm de long sur 4,2 mm.

## Systématique et taxinomie
Cette espèce a été décrite par Marusik, Zhang et Omelko en 2012.
Ce genre a été décrit par Marusik, Zhang et Omelko en 2012 dans les Ctenidae.

## Étymologie
Cette espèce est nommée en l'honneur de Ming-sheng Zhu.

## Publication originale
- Marusik, Zhang & Omelko, 2012 : « A new genus and species of ctenid spiders (Aranei: Ctenidae) from South China. » Arthropoda selecta, vol. 21, no 1, p. 61-66 (texte intégral).